# Cethegus daemeli
Cethegus daemeli är en spindelart som beskrevs av Raven 1984. Cethegus daemeli ingår i släktet Cethegus och familjen Dipluridae.
Artens utbredningsområde är Queensland. Inga underarter finns listade i Catalogue of Life.